# 林诗栋
林诗栋（2005年4月18日—），海南儋州人，中国男子乒乓球运动员，海南歷史上首位入選國家隊的乒乓球選手。2025年2月11日以19歲9個月24天之齡成為史上最年輕世界第一。

## 生平
林詩棟4歲開始接觸乒乓球，7歲進入三亞南燕乒乓球俱樂部，在教練關艷的指導下接受系統的乒乓球訓練。10歲時進入河北正定國家乒乓球訓練基地，接受教練李蒙的指導。
2015年，林詩棟入選海南省青少年乒乓球隊，次年11歲的他代表海南隊參加全國乒乓球錦標賽，在所有參賽選手中年齡最小。2018年，獲得全錦賽（U13組）暨全國少年乒乓球比賽（南方賽區）的男單冠軍。這是他獲得的第一個全國冠軍，同时入選中國乒協國少集訓隊。
2021年入選国乒集训队。2022年國際乒聯世界青年錦標賽，獲得U19男單、男雙、混雙和團體4枚金牌，次年又成功衛冕此4項冠軍。2023年入選國乒一隊，同年獲得全国乒乓球锦标赛男子单打、混合双打冠军。
2024年巴黎奧運會後，林詩棟表現優異，先後獲得WTT阿拉木圖常規賽、澳門冠軍賽、中國大滿貫賽、馬斯喀特常規賽和法蘭克福冠軍賽5站單打冠軍，世界排名也由第14位躥升至第2位。其中在10月6日的WTT中国大满贯男单决赛中，林诗栋以4比3险胜马龙，夺得个人首个WTT大满贯赛事单打冠军。
2024年亚洲乒乓球锦标赛，在混双决赛中林诗栋搭档蒯曼以3比1战胜朝鲜组合李正植/金琴英，获得冠军。男单决赛1比3不敌日本选手張本智和，获得亚军。
2025年2月9日，WTT新加坡大滿貫男單決賽，以4比2擊敗隊友梁靖崑获得冠軍。2月11日，在國際乒聯發佈的世界排名中超越王楚欽，成為乒乓球男單世界排名第一的選手，未滿20歲的他也打破孔令輝20歲2個月22天的記錄，成為史上最年輕的「一哥」。
2025年4月20日，在澳门举行的国际乒联世界杯男单决赛场上，林诗栋以1比4的比分不敌巴西名将雨果·卡爾德拉諾获得银牌，无缘个人首个世界单打冠军。

## 冠軍頭銜

### 單打
| 年份 | 賽事              | 決賽對手          | 比分 | 參     |
| ---- | ----------------- | ----------------- | ---- | ------ |
| 2022 | WTT布達佩斯支線賽 | 向鵬              | 4–0  | [ 9 ]  |
| 2023 | WTT阿曼常規賽     | 迪米特里·奧恰洛夫 | 4–0  | [ 10 ] |
| 2024 | WTT阿拉木圖常規賽 | 吳晙誠            | 4–3  | [ 11 ] |
| 2024 | WTT澳門冠軍賽     | 邱黨              | 4–0  | [ 12 ] |
| 2024 | WTT中國大滿貫賽   | 馬龍              | 4–3  | [ 13 ] |
| 2024 | WTT馬斯喀特常規賽 | 温瑞博            | 4–1  | [ 14 ] |
| 2024 | WTT法蘭克福冠軍賽 | 安東·謝爾貝里     | 4–1  | [ 15 ] |
| 2025 | WTT新加坡大滿貫賽 | 梁靖崑            | 4–2  | [ 16 ] |

## 世界排名
|        | 1月 | 2月 | 3月 | 4月 | 5月 | 6月 | 7月 | 8月 | 9月 | 10月 | 11月 | 12月 |
| ------ | --- | --- | --- | --- | --- | --- | --- | --- | --- | ---- | ---- | ---- |
| 2022年 |     |     | 417 | 84  | 86  | 69  | 50  | 49  | 54  | 54   | 56   | 47   |
| 2023年 | 38  | 24  | 19  | 16  | 15  | 16  | 12  | 12  | 11  | 10   | 9    | 9    |
| 2024年 | 10  | 11  | 13  | 15  | 10  | 12  | 12  | 14  | 7   | 2    | 2    | 2    |
| 2025年 | 2   | 1   | 1   | 1   | 1   | 1   | 1   |     |     |      |      |      |

註：從2021年起，國際乒聯改為每週發布一次排名，此處統計的是每月最後一週的數據。